# 瑞安·苏特
瑞安·苏特（英語：Ryan Suter，1985年1月21日—），美国男子冰球运动员。他曾代表美国国家队参加2010年和2014年冬季奥林匹克运动会冰球比赛，其中2010年冬季奥运会获得一枚银牌。

## 家庭
父亲鲍勃·苏特。叔父加里·苏特。